# Дули, Пол
Пол Дули (англ. Paul Dooley, род. 22 февраля 1928) — американский актёр.

## Биография
Пол Дули появился на свет под именем Пол Дули Браун (англ. Paul Dooley Brown) в Паркерсберге, штат Западная Виргиния, в семье Рут Айрин (в девичестве Бэррингер) и Питера Джеймса Браунов. Мать была домохозяйкой, а отец — заводским рабочим. В подростковом возрасте Дули рисовал карикатуры для местной газеты. До поступления в колледж служил в Военно-морских силах США.
После переезда в Нью-Йорк он достаточно быстро добился успеха, выступая на сцене. В течение пяти лет был стендап-комиком, участвовал в шоу Compass Players и The Second City. Некоторое время работал фокусником и клоуном, пробовал себя как писатель. Являлся одним из сценаристов детского сериала The Electric Company, один из персонажей которого, Пол Горилла, был назван в честь. Также принимал участие в рекламе.
В 1965 году попал в бродвейский спектакль Майка Николса «Странная парочка» по пьесе Нила Саймона, сыграв вместе с Артом Карни и Уолтером Маттау.
Пол Дули также снимался во многих фильмах, среди которых можно выделить «Свадьба» (1978), «Уходя в отрыв» (1979, премия Национального совета кинокритиков США за лучшую мужскую роль второго плана), «Попай» (1980), «16 свечей» (1984), «Чудовище в шкафу» (1986), «Взгляд в прошлое» (1990), «Мой парень воскрес», «Опасная женщина» (оба — 1993), «Эволвер» (1994), «Там, внутри» (1995), «Сбежавшая невеста» (1999), «Бессонница» (2002), «Лак для волос» (2007) и «Всадники» (2009). Исполнил роль продавца в «Лавке ужасов», но в итоге при монтаже сцены с его участием были удалены (заменён Джеймсом Белуши).
Работы в телевидении включают в себя сериалы «Звёздный путь: Глубокий космос 9», «Моя так называемая жизнь», «Грейс в огне», «Альф» и «Пухлики». Был приглашённой звездой в шоу «Сабрина — маленькая ведьма», «Золотые девочки», «Тысячелетие», «Элли Макбил», «Клиника», «Отчаянные домохозяйки» и другие. В 2000 году он был номинирован на телевизионную премию «Эмми» за роль экстравагантного судьи Филипа Суэкейма в «Практике».
Озвучил Сержанта в мультфильмах «Тачки» (2006) и «Тачки 2» (2011).

## Личная жизнь
В первом браке у него родились сыновья Робин,Адам и Питер.Второй женой стала драматург Винни Холцман, в 1985 году у них появилась дочь, сценарист и телевизионный продюсер Саванна.